# Ludhiana
Ludhiana (pendjabi : ਲੁਧਿਆਣਾ) est une ville et une municipalité du Pendjab, au nord-ouest de l'Inde, dans le district de Ludhiana. C'est la plus grande ville du Pendjab indien, avec une population estimée à 1,4 million d'habitants. Elle se trouve sur un ancien bras de la Sutlej, à 13 km au sud de son cours actuel. Ludhiana est un centre industriel majeur du nord de l'Inde, surnommé « le Manchester de l'Inde », et figure à la 48e position du classement des 100 premières smart cities indiennes réalisé par le ministère indien du Logement et des Affaires urbaines en 2020. Ludhiana est aussi classée par la Banque mondiale comme l'une des villes les plus faciles pour entreprendre en Inde. Son niveau de pollution la porte par ailleurs au rang de  quatrième ville au monde, classement effectué en 2011 par l'OMS.
Ludhiana est située sur le Grand Trunk Road de Delhi à Amritsar ; la ville est reliée à la capitale de l'État du Pendjab, Chandigarh, par la route et les services de trains fréquents.
Elle est également un important centre éducatif du nord de l'Inde et le carrefour de nombreuses cultures différentes. On y trouve le Gurdwara Gau Gat, un important temple du sikhisme.

## Personnalités liées à la ville
- Agha Ibrahim Akram, né en 1923 à Ludhiana, militaire, historien médiéviste et diplomate pakistanais.
- Riazuddin, né en 1930 à Ludhiana, physicien pakistanais[4].
- Sanjeev Gupta, né en 1972 à Ludhiana, homme d'affaires indien.
- Lal Chand Yamla Jatt, décédé en 1991 à Ludhiana, chanteur indien.